# 2,4,6-吡啶三甲酰氯
2,4,6-吡啶三甲酰氯是一种有机化合物，属于酰氯。

## 制备
将10 mol的蒸馏过的氯化亚砜以及一滴DMF加入至2 g 2,4,6-吡啶三甲酸中，回流5 h，蒸干过量的氯化亚砜，真空干燥，得到产物。